# Saint-Jacques-de-Thouars
Saint-Jacques-de-Thouars è un comune francese di 473 abitanti situato nel dipartimento delle Deux-Sèvres nella regione della Nuova Aquitania.

## Società

### Evoluzione demografica
Abitanti censiti